# Communauté des Amis
La Communauté des Amis (Fellowship of Friends), également connue sous les noms de Présence Vivante ou École de la Quatrième Voie, est un Nouveau mouvement religieux fondé en 1970 par Robert Earl Burton sur les principes de la Quatrième Voie du philosophe russo-arménien Georges Gurdjieff et de son disciple Piotr Ouspenski.
Il est présenté par les associations de protection de la famille et de l'individu comme un mouvement sectaire, qui ferait de l'entrisme dans les entreprises notamment grâce au développement personnel.

## Activités
La Communauté des Amis est enregistrée juridiquement en Californie comme une organisation religieuse sans but lucratif et est membre de International Council of Community Churches (en).
En 2022, l'organisation comptait environ 1 500 membres, dont 600 vivant à proximité de la propriété de 48 hectares nommée Apollo, à Oregon House en Californie.
Il est attendu des membres qu'ils reversent 10% de leurs revenus à l'organisation.

### Croyances et pratiques
Robert Earl Burton affirme enseigner les idées qui lui sont communiquées par « 44 êtres supérieurs » qui ont atteint une forme d'éveil supérieur de la conscience, comme Platon, Jésus Christ, Léonard de Vinci, Johann Sebastian Bach, Abraham Lincoln ou encore Walt Whitman.
Pour les membres de la Communauté des Amis, la plupart des gens vivraient « comme des somnambules » avant d'effectuer un travail sur eux-mêmes, d'adopter une attitude positive et de s'intéresser aux beaux arts.
La mission de la communauté est double : 
- créer les conditions du développement et de l'éveil de la conscience chez ses membres[4]
- préparer la renaissance de la civilisation après l'apocalypse catastrophique plusieurs fois prédite par son fondateur, mais plusieurs fois reportée[5].

### Développement économique dans la viticulture naturelle
De 1982 à 2015, l'organisation a géré le domaine viticole Renaissance Vineyard and Winery. Le vignoble, pionnier du vin naturel en Californie, avait été planté avec les conseils du consultant spécialisé Karl Werner, qui avait épousé une membre de la Communauté des Amis et qui en est devenu membre lui-même par la suite,,.

## Critiques et controverses
En 1984 et 1996, des procès contre Robert Earl Burton pour abus sexuel sur de jeunes hommes ont été réglés à l'amiable.
En 2006, un étudiant participant à une journée de prospective de la Communauté des Amis a rédigé en ligne un rapport sur son expérience, ce qui a permis la libération de la parole de nombreux autres membres à propos de l'organisation et de son fondateur.
En 2021, le reporter indépendant Jennings Brown a publié une série de podcasts baptisé The Revelations après avoir mené une enquête exhaustive sur la Communauté des Amis, révélant de potentiels cas de trafic humain au sein du mouvement.
En 2022, plusieurs anciens collaborateurs du Google Developer Studio ont fait état de cas de cooptation de membres du mouvement, ainsi que de favoritisme lors de prestations de services.